# Dipturus
Dipturus is een geslacht van kraakbeenvissen uit de familie van de Rajidae en telt 42 soorten.

## Soorten
- Dipturus acrobelus Last, W. T. White & Pogonoski, 2008
- Dipturus amphispinus Last & Alava, 2013
- Dipturus apricus Last, W. T. White & Pogonoski, 2008
- Dipturus argentinensis Díaz de Astarloa, Mabragaña, Hanner & Figueroa, 2008
- Dipturus batis (Linnaeus, 1758)
- Dipturus bullisi (Bigelow & Schroeder, 1962)
- Dipturus campbelli (J. H. Wallace, 1967)
- Dipturus canutus Last, 2008
- Dipturus chinensis Basilewsky, 1855
- Dipturus crosnieri (Séret, 1989)
- Dipturus diehli Soto & Mincarone, 2001
- Dipturus doutrei (Cadenat, 1960)
- Dipturus ecuadoriensis (Beebe & Tee-Van, 1941)
- Dipturus flavirostris (Philippi, 1892)
- Dipturus garricki (Bigelow & Schroeder, 1958)
- Dipturus gigas (Ishiyama, 1958)
- Dipturus grahamorum Last, 2008
- Dipturus gudgeri (Whitley, 1940)
- Dipturus innominatus (Jack Garrick & Paul, 1974)
- Dipturus intermedius (Parnell, 1837)
- Dipturus johannisdavisi (Alcock, 1899)
- Dipturus kwangtungensis (Y. T. Chu, 1960)
- Dipturus laevis (Mitchill, 1818)
- Dipturus lamillai (Concha, Caira, Ebert & Pompert, 2019)
- Dipturus lanceorostratus (J. H. Wallace, 1967)
- Dipturus leptocauda (G. Krefft & Stehmann, 1975)
- Dipturus macrocauda (Ishiyama, 1955)
- Dipturus melanospilus Last, W. T. White & Pogonoski, 2008
- Dipturus mennii U. L. Gomes & Paragó, 2001
- Dipturus nidarosiensis (Storm, 1881)
- Dipturus olseni (Bigelow & Schroeder, 1951)
- Dipturus oregoni (Bigelow & Schroeder, 1958)
- Dipturus oxyrinchus (Linnaeus, 1758)
- Dipturus pullopunctatus (J. L. B. Smith, 1964)
- Dipturus queenslandicus Last, W. T. White & Pogonoski, 2008
- Dipturus springeri (J. H. Wallace, 1967)
- Dipturus stenorhynchus (J. H. Wallace, 1967)
- Dipturus teevani (Bigelow & Schroeder, 1951)
- Dipturus tengu (D. S. Jordan & Fowler, 1903)
- Dipturus trachyderma (G. Krefft & Stehmann, 1975)
- Dipturus wengi Séret & Last, 2008
- Dipturus wuhanlingi Jeong & Nakabo, 2008